# László Vörös

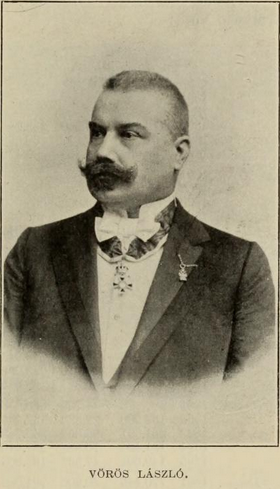
László Vörös, 1897

László Vörös von Farád (* 7. Juni 1848 in Dombegyház, Komitat Csanád; † 23. Oktober 1925 in Budapest) war ein ungarischer Politiker und Handelsminister (1905/06).

## Leben
Vörös besuchte die Schule in Arad, wo sein Vater Bürgermeister war, und studierte anschließend Jura in Pest. Nach kurzer Tätigkeit als Anwalt in Arad trat er 1871 in den Staatsdienst ein und wurde zunächst Assistenzreferendar in der Abteilung für Eisenbahnwesen im ungarischen Arbeits- und Verkehrsministerium. Von 1881 bis 1884 war er Mitglied im Aufsichtsrat der Ungarischen Nordbahn. 1895 gründete er das Lehrinstitut für Beamte des Post- und Telegraphenwesens, an dessen Spitze er jahrelang als Regierungskommissar stand. 1895 wurde Vörös Staatssekretär im Handelsministerium und im selben Jahr als Mitglied der Liberalen Partei Reichstagsabgeordneter für den Wahlkreis Szék im Komitat Krassó-Szörény. Als Regierungskommissar leitete er den Ausbau der öffentlichen Verkehrsmittel in Budapest. Bedeutenden Anteil hatte er am Bau der ersten Untergrundbahn Kontinentaleuropas, der Földalatti, und der Elektrifizierung der städtischen Pferdebahn. Für seine hierbei erbrachten Verdienste wurde er aus Anlass der Millenniumsfeiern 1896 mit dem Leopold-Orden ausgezeichnet. Nach der Telegraphenkonferenz im selben Jahr verlieh ihm Kaiser Wilhelm II. den Roten Adlerorden. Im Folgejahr leitete Vörös die ungarische Teilnahme an der Weltausstellung in Brüssel, bei der Ungarn erstmals eigenständiger Aussteller war. 1898 trat er als Staatssekretär zurück und war von 18. Juni 1905 bis 8. April 1906 im Kabinett von Géza Fejérváry Handelsminister.